# Miss Teen USA 1984
Miss Teen EUA 1984, foi a 2° edição do concurso Miss Teen USA, foi transmitida ao vivo do Memphis Cook Convencion Center, Memphis, Tennessee, em 3 de abril de 1984. No final do evento Ruth Zakarian de Nova Iorque, coroou Cherise Haugen, de Illinois como sua sucessora.

## Resultados
| Resultados Finais  | Concorrente |
| ------------------ | --- |
| Miss Teen EUA 1984 | - Illinois - Cherise Haugen |
| 1° Vice-Campeão    | - Havaí - Malia Yamamura |
| 2° Vice-Campeão    | - Tennessee - Molly Brown |
| 3° Vice-Campeão    | - Oregon - Dena Woodard |
| 4° Vice-Campeão    | - Texas - Charlene Molinar |
| Top 10             | - Novo México - Cheryl Douds - Carolina do Norte - Tracy Cagle - Dakota do Norte - Kari Larson - Oklahoma - Jaime Brasheir - Wisconsin - Adrianne Hazelwood |

### Prêmios Especiais
| Prêmio                 | Concorrente                      |
| ---------------------- | -------------------------------- |
| Miss Fotogênica        | - Wisconsin - Adrianne Hazelwood |
| Melhor Traje de Estado | - Illinois - Cherise Haugen      |

### Pontuações Finais das Candidatas
| Estado            | Preliminares | Entrevista | Traje de Banho | Trajes de Gala | Média |
| ----------------- | ------------ | ---------- | -------------- | -------------- | ----- |
| Illinois          | 8,740        | 9,900      | 9,266          | 9,455          | 9,540 |
| Oregon            | 7,922        | 8,150      | 8,955          | 8,987          | 8,697 |
| Texas             | 8,288        | 7,710      | 8,762          | 9,235          | 8,697 |
| Tennessee         | 8,095        | 7,710      | 8,800          | 9,122          | 8,544 |
| Havaí             | 8,162        | 7,710      | 8,800          | 8,944          | 8,484 |
| Oklahoma          | 7,933        | 7,710      | 8,588          | 8,822          | 8,373 |
| Wisconsin         | 7,933        | 7,710      | 8,500          | 8,766          | 8,325 |
| Carolina do Norte | 8,225        | 7,710      | 8,326          | 8,922          | 8,319 |
| Novo México       | 8,137        | 7,710      | 8,500          | 8.500          | 8.237 |
| Dakota do Norte   | 8,177        | 7,710      | 8,224          | 8,755          | 8.236 |

## Candidatas
Candidatas que competiram no Miss Teen EUA 1984.
| Estado               | Candidata          | Colocação          |
| -------------------- | ------------------ | ------------------ |
| Alabama              | Teresa Chappell    |                    |
| Alasca               | Dawn Goldy         |                    |
| Arizona              | Shawn Andrs        |                    |
| Arkansas             | Melissa Staples    |                    |
| Califórnia           | Jodie Alvarez      |                    |
| Colorado             | Tomothy Ermouse    |                    |
| Connecticut          | Monique Savery     |                    |
| Carolina do Norte    | Tracey Kaggel      | Top 10             |
| Carolina do Sul      | Mary Delgado       |                    |
| Delaware             | Heather Reed       |                    |
| Distrito de Colúmbia | Suzy Singstock     |                    |
| Dakota do Norte      | Kari Larson        | Top 10             |
| Dakota do Sul        | Kim Stromb         |                    |
| Flórida              | Mai-Lis Kunholm    |                    |
| Geórgia              | Andrea Randall     |                    |
| Havaí                | Malea Yamamura     | 1° Vice-Campeão    |
| Idaho                | Laura Bates        |                    |
| Illinois             | Cherise Haugen     | Miss Teen EUA 1984 |
| Indiana              | Chris Harell       |                    |
| Iowa                 | Kim Carlson        |                    |
| Kansas               | Nancy Mardis       |                    |
| Kentucky             | Susan McClarik     |                    |
| Luisiana             | Robin Swain        |                    |
| Maine                | Beth Maxwell       |                    |
| Maryland             | Christie Morris    |                    |
| Massachusetts        | Shauna Pemberton   |                    |
| Michigan             | Dawn Dowing        |                    |
| Minnesota            | Heather Jonhson    |                    |
| Mississippi          | Mona Bryant        |                    |
| Missouri             | Leanne Sizentoker  |                    |
| Montana              | Pam Miller         |                    |
| Nebraska             | Cindy Frymiller    |                    |
| Nevada               | Raina Kirkland     |                    |
| Nova Hampshire       | Lisa Bernand       |                    |
| Novo México          | Cheryl Douds       | Top 10             |
| Nova Iorque          | Denise Scalez      |                    |
| Ohio                 | Sthephanie Viah    |                    |
| Oklahoma             | Jayme Brasher      | Top 10             |
| Oregon               | Dena Woodard       | 3° Vice-Campeão    |
| Pensilvânia          | Robin Visk         |                    |
| Rhode Island         | Jennifer Ammeroso  |                    |
| Tennessee            | Molly Brown        | 2° Vice-Campeão    |
| Texas                | Charlene Molinar   | 4° Vice-Campeão    |
| Utah                 | Leslie Hunt        |                    |
| Vermont              | Darcy Hedrick      |                    |
| Virgínia             | Marcy Brickhouse   |                    |
| Virgínia Ocidental   | Triana Vertillo    |                    |
| Washington           | Charlene Walters   |                    |
| Wisconsin            | Adrianne Hazelwood | Top 10             |
| Wyoming              | Alisson Falk       |                    |

## Juízes
- Ana Alicia
- Robert Lindgre
- Judi Anderson
- Michael Damain
- Mary Clark
- Michael Tylo
- Marguerite Piazza
- Jim Stuckey
- Shaun Casey
- Vicent DeFrank
- Roxie Roker